# Monte Podbrdo

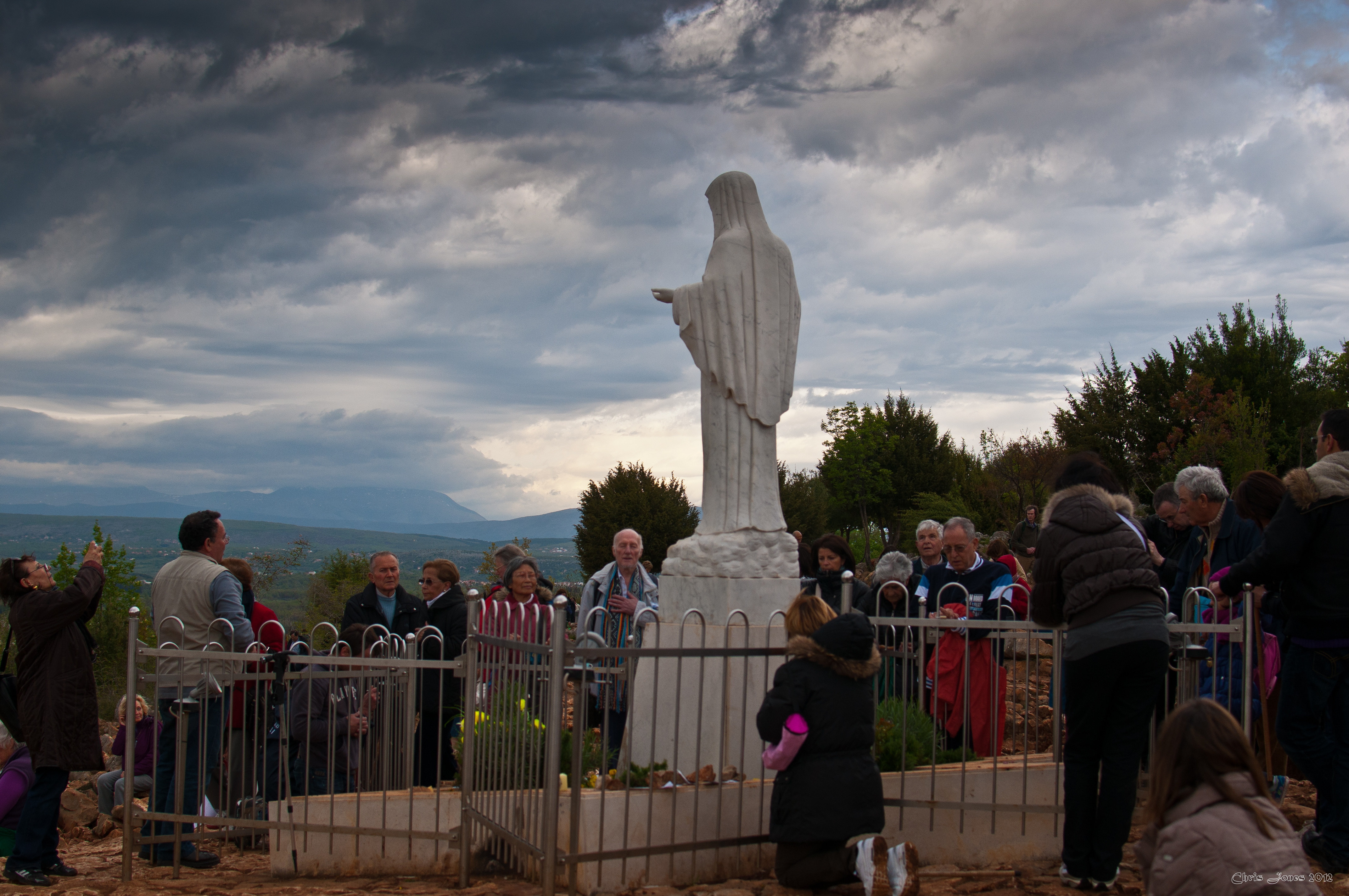
Estatua de la Virgen María, Reina de la Paz, en el Monte Podbrdo (Međugorje, Bosnia y Herzegovina).

Panorámica del Monte Podbrdo, en Međugorje.

El Monte Podbrdo (también llamado Montaña de las Apariciones o Colina de las apariciones) es una colina situada en la localidad de Međugorje, en Bosnia y Herzegovina, y es el lugar donde la Santísima Virgen María se apareció ante unos seis jóvenes del lugar de nombre Ivanka Ivankovic, Mirjana Dragicevic, Vicka Ivankovic, Ivan Dragicevic, Jakov Colo y Marija Pavlovic en 1981.
En la actualidad es un lugar de peregrinación y en esta colina se encuentra la estatua de Nuestra Señora, la Reina de la Paz de Međugorje, esculpida según el mismo modelo de la que se encuentra en la explanada de la iglesia del santuario mariano, y que fue erigida en el lugar mismo de las primeras apariciones en honor de su 20° aniversario.
Junto a esta colina se encuentra el Monte Križevac o "Monte de la Cruz".